# باري بروكس لونغير
باري بروكس لونغير (بالإنجليزية: Barry B. Longyear)‏ (12 مايو 1942 في هاريسبرج - 6 مايو 2025) كاتب سيناريو، وروائي، وكاتب، وكاتب خيال علمي من الولايات المتحدة.

## الجوائز
- جائزة نابيولا لأفضل رواية  [لغات أخرى]‏
- Locus Award for Best Novella [الإنجليزية]‏
- جائزة هوجو لأفضل نوفيلا
- جائزة جون كامبل جورج لأفضل كاتب جديد  [لغات أخرى]‏

## روابط خارجية
- باري بي. لونغير على موقع IMDb (الإنجليزية)
- باري بي. لونغير على موقع قاعدة بيانات الفيلم (الإنجليزية)